# Добруджанське князівство
Добруджанське князівство, Добруджанське деспотство, Карвунське князівство (деспотство) — держава, що відокремилась від болгарського Тирновського царства. Існувало приблизно з 1322 до 1395 року. Найменування князівства походить від турецької вимови імені одного з його правителів — Добротіци.

## Історія
В результаті кризи центральної влади в Болгарії низка феодалів припинила підкорятись царю. Один з таких феодалів, Балік, вийшов з-під контролю центральної влади і створив напівнезалежне князівство зі столицею в Каварні.
У роки його правління князівство мало неявний статус. Однак наступний правитель князівства, Добротіца (1347–1386; починаючи з 1357 року користувався титулом «деспот») домігся повної незалежності від Тирново в результаті допомоги болгарському царю Івану Александру у війні з угорцями. В результаті цієї війни 1369 року цар Іван Александр відновив свою владу у Видинському князівстві (окупованому з 1365 року угорцями), а Добротіца отримав низку міст (в тому числі Варну) як платню за допомогу. Після цього Добруджанське князівство стало цілком незалежним.
Походження засновника Добруджі Баліка неясне. Є теорія, яка припускає, що він походив з того ж роду, що й болгарська династія Тертерів. При цьому базуються на тому, що ім'я Балік можливо половецького походження, а також на імені другого сина Добротіци, Тертера. Останнім часом відкривається нова правда щодо походження Добротіци й Добружанського князівства (Уз Еялетті). За цією версією Добружанське князівство є ніщо інше, як національна держава гагаузів, а Добротіца — їхній падишах. Це підтверджується турецькими та гагаузькими вченими, а також тюркознавцями інших країн.

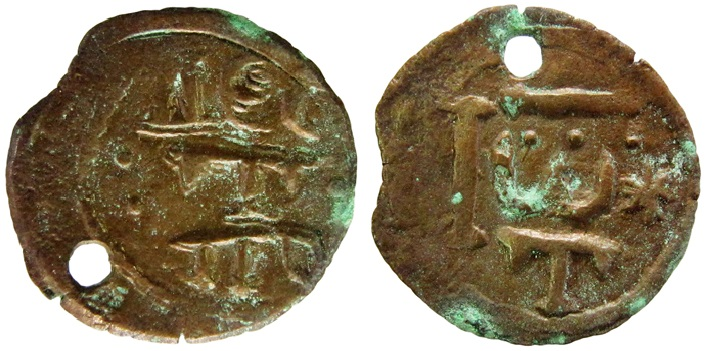
Монета Добруджанського князівства. Іван Тертер

Князівство займало територію вздовж узбережжя приблизно від міста Варна до мису Каліакри. Син Баліка, Добротіца (правив у 1365–1386 роках) переніс його столицю з Каварни до Каліакри.
Добротіца створив маленький військовий флот з 14 галер. З його допомогою він провадив успішні воєнні дії проти Генуезької республіки, а також здійснював «рейди» проти візантійських суден, які, однак, розцінюються противниками, як піратство. З Венеційською республікою він підтримував союзні стосунки.
Після смерті Добротіци (бл. 1385–1386) на престол зійшов його син Іванко, якому довелось стати васалом султана Мурада I, який узяв в облогу нову столицю князівства — Варну й укласти мир з Генуезьким князівством.
Однак після поразки невеликого турецького війська влаським воєводою Мірчею Старим, посилаючись на те, що ані тирновський цар Іван Шишман, ані Іванко не відряджали військо, як васали, султан Мурад I, спорядив велике військо, й Добруджанське князівство припинило своє існування. Відповідно до легенди, фортеця Каліакра на однойменному мисі здалась останньою.